# لانگبرتون
لانگبرتون (به انگلیسی: Longburton) یک روستا و محله مدنی در بریتانیا است که در West Dorset واقع شده‌است. لانگبرتون ۴۷۰ نفر جمعیت دارد.